# Olaf III de Noruega
Olaf III de Noruega (v. 1050 - 1093), conegut també com a Olaf Haraldsson (fill de Harald) i Olaf Kyrre (el pacífic o el silenciós), va ser rei de Noruega des de 1067 fins a la seva mort el 1093.

## Biografia
Fill del rei Harald Hardråde i Tora Torbergsdatter, Olaf va participar en la campanya del seu pare contra el regne d'Anglaterra. Possiblement lluités al seu costat a la batalla de Stamford Bridge, en la que Harald va morir posant fi definitivament al control viking a Anglaterra.
El 1067 Olaf va tornar a Noruega on el seu germà gran Magne II compartí el regne amb ell. Amb la mort de Magne el 1069, Olaf va esdevenir el rei de Noruega en solitari.
Olaf va millorar les relacions amb el papat i fundà noves diòcesis i esglésies. Va acordar la pau amb Guillem el Conqueridor d'Anglaterra i amb Svend Estidsen de Dinamarca, i es va casar amb Ingerid, filla del segon. El matrimoni no produí descendència i a la seva mort el 1093 a Håkeby, aparegueren dos candidats al tron enfrontats: el seu fill bastard Magne el Descalç i el seu nebot Haakon Magnusson (fill de Magne II).

## Llegat
Durant el regnat d'Olaf Noruega va gaudir d'un extens període de pau. Va ser el primer rei noruec que va aprendre a llegir i escriure. Consolidà el poder reial, introduí l'organització gremial, i va posar per escrit les lleis noruegues.
Segons la tradició Olaf va ser el fundador de la ciutat de Bergen, l'any 1070.
Vers l'any 1225, Snorri Sturluson va escriure una saga sobre Olaf al Heimskringla, la crònica dels reis noruecs.

## Avantpassats
|  |                           |  |  |  |  |  |  |  |  |  |  |  |  |  |  |  |
|  | 8. Halfdan Sigurdsson     |  |  |  |  |  |  |  |  |  |  |  |  |  |  |  |
|  |                           |  |  |  |  |  |  |  |  |  |  |  |  |  |  |  |
|  |                           |  |  |  |  |  |  |  |  |  |  |  |  |  |  |  |
|  | 4. Sigurd Syr Halfdansson |  |  |  |  |  |  |  |  |  |  |  |  |  |  |  |
|  |                           |  |  |  |  |  |  |  |  |  |  |  |  |  |  |  |
|  |                           |  |  |  |  |  |  |  |  |  |  |  |  |  |  |  |
|  | 2. Harald Hardrada        |  |  |  |  |  |  |  |  |  |  |  |  |  |  |  |
|  |                           |  |  |  |  |  |  |  |  |  |  |  |  |  |  |  |
|  |                           |  |  |  |  |  |  |  |  |  |  |  |  |  |  |  |
|  | 5. Åsta Gudbrandsdatter   |  |  |  |  |  |  |  |  |  |  |  |  |  |  |  |
|  |                           |  |  |  |  |  |  |  |  |  |  |  |  |  |  |  |
|  |                           |  |  |  |  |  |  |  |  |  |  |  |  |  |  |  |
|  | 1. Olaf III               |  |  |  |  |  |  |  |  |  |  |  |  |  |  |  |
|  |                           |  |  |  |  |  |  |  |  |  |  |  |  |  |  |  |
|  |                           |  |  |  |  |  |  |  |  |  |  |  |  |  |  |  |
|  | 6. Torberg Arnesson       |  |  |  |  |  |  |  |  |  |  |  |  |  |  |  |
|  |                           |  |  |  |  |  |  |  |  |  |  |  |  |  |  |  |
|  |                           |  |  |  |  |  |  |  |  |  |  |  |  |  |  |  |
|  | 3. Tora Torbergsdatter    |  |  |  |  |  |  |  |  |  |  |  |  |  |  |  |
|  |                           |  |  |  |  |  |  |  |  |  |  |  |  |  |  |  |
|  |                           |  |  |  |  |  |  |  |  |  |  |  |  |  |  |  |